# Rivolta d'Adda
Rivolta d'Adda es un municipio italiano situado en la provincia de Cremona, en Lombardía. Tiene una población estimada, a fines de marzo de 2025, de 8307 habitantes.

## Lugares de interés
- Parque de la Prehistoria, parque temático

## Evolución demográfica
| Gráfica de evolución demográfica de Rivolta d'Adda entre 1861 y 2025 |
|                                                                      |
| Fuente: ISTAT - Elaboración gráfica de Wikipedia                     |